# Slaves of the World
Albums de Old Man's Child
Vermin
(2005)
Slaves of the World est le septième et pour l'instant, le dernier album studio en date du groupe de black metal symphonique norvégien Old Man's Child. L'album est sorti le 18 mai 2009 sous le label Century Media Records.

## Musiciens
- Galder – chant, guitare, basse, claviers
- Peter Wildoer – batterie

## Liste des morceaux
1. Slaves of the World - 4:41
2. Saviours of Doom - 4:03
3. The Crimson Meadows - 4:34
4. Unholy Foreign Crusade - 3:40
5. Path of Destruction - 5:21
6. The Spawn of Lost Creation - 4:07
7. On the Devil's Throne - 4:49
8. Ferden Mot Fienden's Land - 5:34
9. Servants of Satan's Monastery - 5:19